# Stoney LaRue

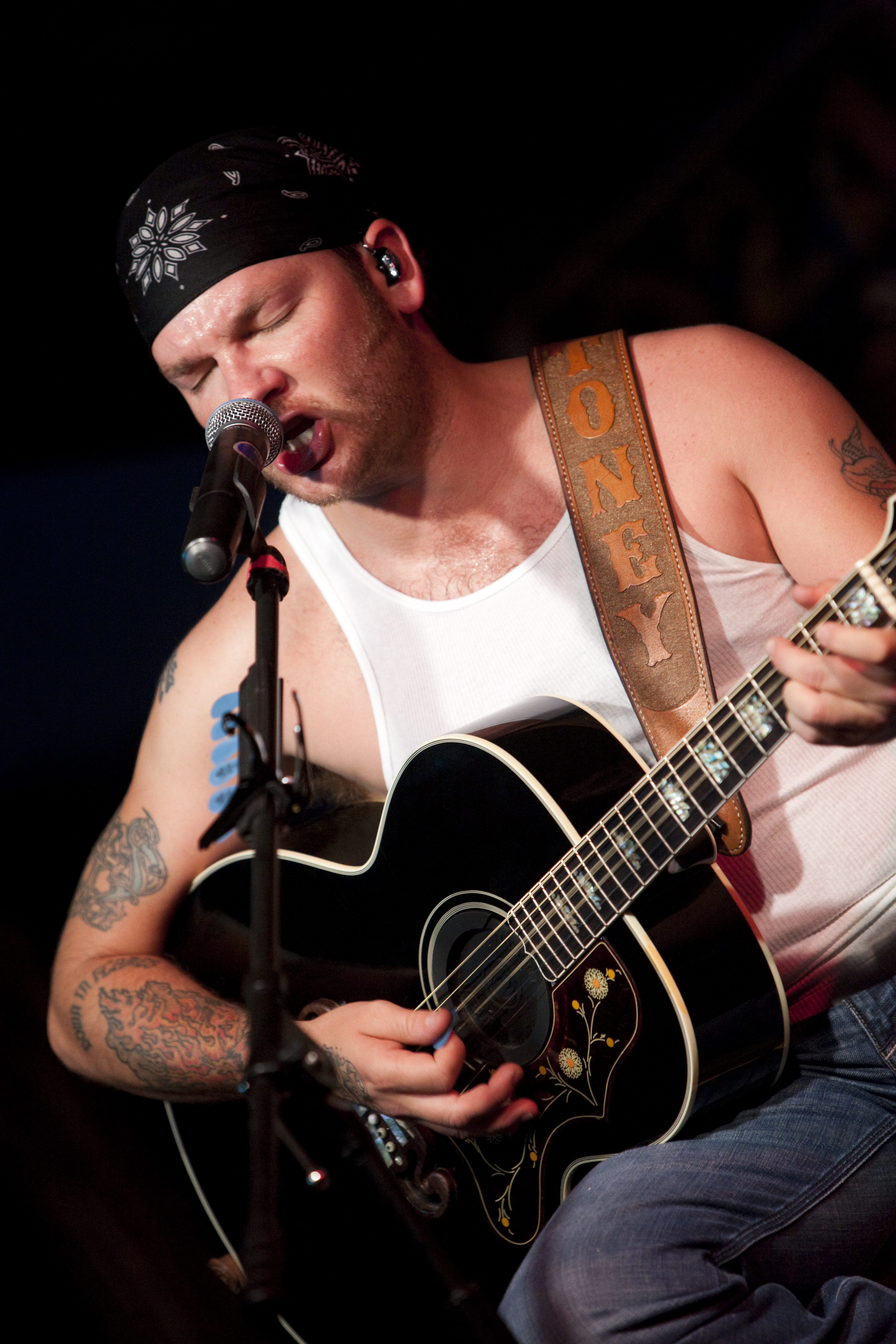
Stoney LaRue (2010)

Stoney LaRue Phillips (* 28. April 1977 in Taft, Texas) ist ein US-amerikanischer Countrysänger der Red-Dirt-Szene.

## Biografie

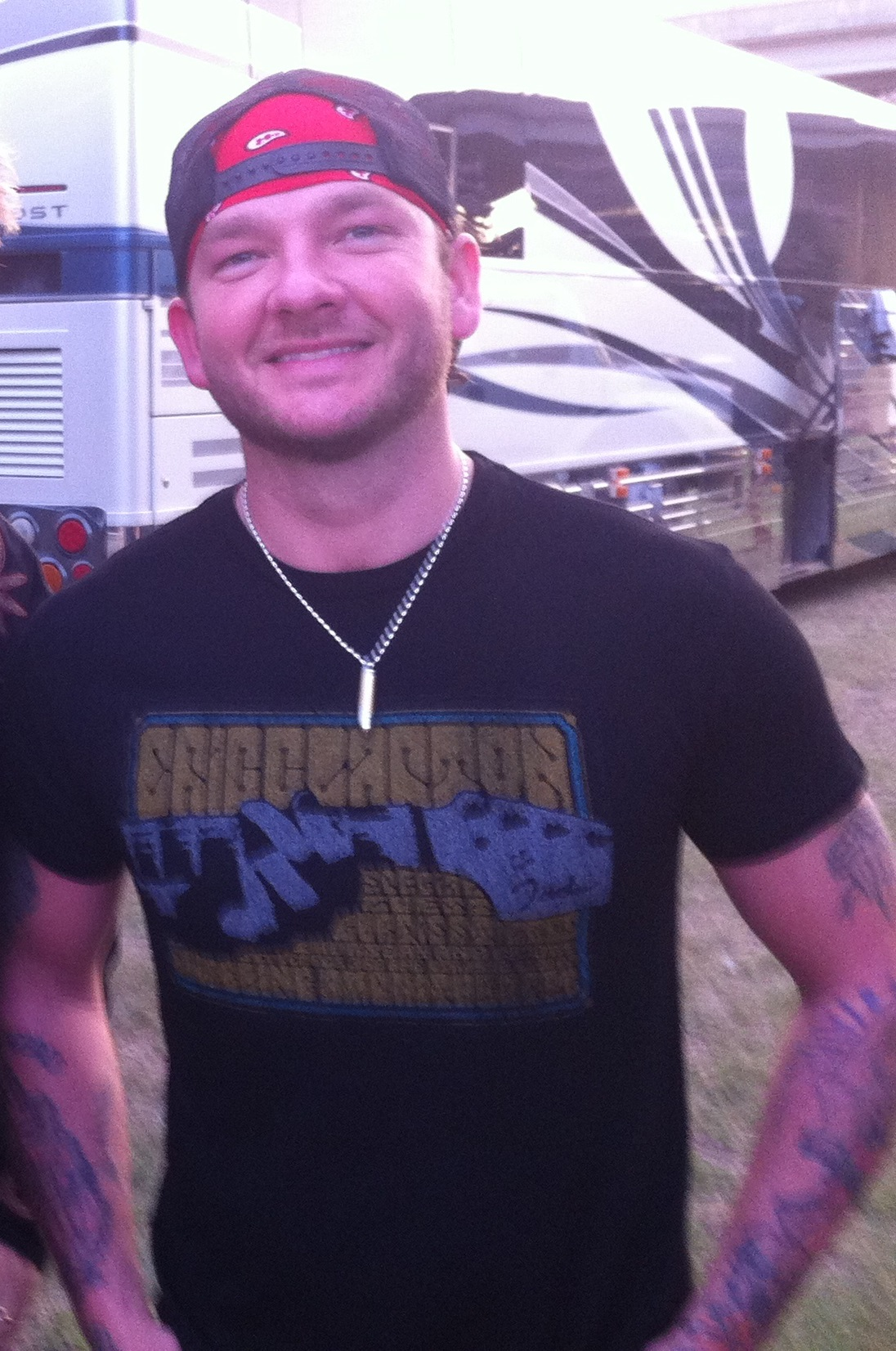
Stoney LaRue (2012)

Der Sohn eines Bassspielers und einer Krankenschwester kam 1977 in Taft, Texas zur Welt. Er wurde nach der Hauptfigur der Westernserie Stoney Burke und nach seinem Großvater, dessen mittlerer Name LaRue war, benannt. Den größten Teil seiner Jugend verbrachte er in der Nähe von Chickasha in Oklahoma. Seine ersten Aufnahmen machte der Sohn eines Bassisten bereits im Alter von zwölf Jahren. Als Musiker schaffte er es in Stillwater, Oklahoma zu seinem Durchbruch. Dort machte er die Bekanntschaft mit anderen Musikern wie Cody Canada oder Mike McClure. Zunächst war er in seiner Gruppe The Organic Boogie Band aktiv, mit der er sein – 2002 erschienenes – Debütalbum Downtown aufnahm. LaRue zog dann nach New Braunfels, Texas und veröffentlichte 2005 sein zweites Album The Red Dirt Album, das den Namen seines in Stillwater angenommenen Musikstils Red Dirt beinhaltet. Mit seinem neuen Album erreichte LaRue auch die amerikanische Country-Albumcharts, was ihm auch mit seinen drei Nachfolgern – zwei Livealben und ein 2011 erschienenes drittes Studioalbum – gelang. Mit letzterem schaffte er es zudem erstmals in die Billboard 200 und konnte Platz 53 als höchste Position verbuchen. Außerdem hat es LaRue auf die Spitzenpositionen in den Indie-Charts gebracht. Im Jahr 2013 war er als Hintergrundsänger für Miranda Lambert in dem Song All Kinds of Kinds zu hören. Am 15. November 2014 tritt er erstmals beim Grand Ole Opry in Nashville auf.
Er tritt mit Begleitmusikern wie Jeremy Bryant (Schlagzeug), Randy Ragsdale (Schlagzeug) Jesse Fritz (Bass), Rodney Pyeatt (Gitarre), Jeremy Watkins (Fiddle) und Steve Littleton (Keys) auf. Als Produzent hat er teilweise Mike McClure, den Sänger von The Great Divide engagiert.
LaRue hatte bis 2014 bereits über 400.000 Tonträger verkauft.
LaRue wohnt in Edmond, Oklahoma.

## Stil
LaRue ist inspiriert von Sängern wie Willie Nelson, Ray Charles oder Grateful Dead. Stilistisch bewegt er sich zwischen Rockmusik, Blues und Country.

## Diskografie

### Alben
| Jahr | Titel                     | Höchstplatzierung, Gesamtwochen, AuszeichnungChartplatzierungen (Jahr, Titel, Platzierungen, Wochen, Auszeichnungen, Anmerkungen) | Höchstplatzierung, Gesamtwochen, AuszeichnungChartplatzierungen (Jahr, Titel, Platzierungen, Wochen, Auszeichnungen, Anmerkungen) | Anmerkungen |
| Jahr | Titel                     | US | Country | Anmerkungen |
| ---- | ------------------------- | --- | --- | ----------- |
| 2005 | The Red Dirt Album        | US—US | Country70 (1 Wo.)Country |             |
| 2007 | Live at Billy Bob’s Texas | US—US | Country65 (1 Wo.)Country |             |
| 2009 | Live Acoustic             | US—US | Country66 (1 Wo.)Country |             |
| 2011 | Velvet                    | US53 (1 Wo.)US | Country15 (6 Wo.)Country |             |
| 2014 | Aviator                   | US72 (1 Wo.)US | Country17 (1 Wo.)Country |             |
| 2015 | Us Time                   | US—US | Country22 (… Wo.)Country |             |

Weitere Alben
- 2002: Downtown
- 2019: Onward
- 2021: Double Live 25

## Videos
- 2011: Travelin Kind
- 2014: First One to Know
- 2014: Aviator